# Kaj Ikast
Kaj Ikast (født 5. december 1935, død 3. december 2020) var en dansk politiker fra Det Konservative Folkeparti. Han sad i Folketinget fra 1983 til 2005 og var trafikminister i Regeringen Poul Schlüter IV 1990-1993. Kaj Ikast var med i den såkaldte jyske trafikmafia, sammen med Venstres tidligere mangeårige trafikordfører Svend Heiselberg og Helge Mortensen og Jens Risgaard Knudsen fra Socialdemokratiet.